# Осада Ясногурского монастыря
Осада Ясногурского монастыря (пол. Jasna Góra) — одно из сражений борьбы России против Барской конфедерации, длившееся с 31 декабря 1770 года по 15 января 1771 года.

## История
Ченстоховский Ясногурский монастырь был захвачен Казимиром Пулавским 11 сентября 1770 года. Он стал очень удобной базой для конфедератов в этой части страны, а также важным для них пунктом опоры. С конца сентября по октябрь 1770 года вокруг монастыря конфедератами велись фортификационные работы, направленные на усиление обороны. Монастырь находился внутри четырёхбастионного шанца, окруженного вокруг широким рвом и палисадом. Гарнизон состоял из 800 пехотинцев и 500 кавалеристов. На стенах было 40 орудий, снабженных всем нужным для обороны.
Российское командование, находившееся в Варшаве, как только узнало о захвате конфедератами Ясна Гуры, решило отбить монастырь. Считалось, что после его возвращения военно-политическое положение Барской конфедерации значительно ухудшится, и это может побудить ее лидеров к переговорам. Генерал-поручик И. И. Веймарн, командовавший группировкой русских войск в этом регионе, назначил ответственным за операцию майора И. Г. Древича. Предполагалось, что монастырь будет взят штурмом.
31 декабря 1770 года Древич с отрядом в 400 человек подошел к монастырю и, убедившись в его силе, решил сразу не штурмовать, а начать осаду. Стояли сильные морозы. Пулавский, несмотря на просьбы монахов, приказал поджечь Ченстохову, чтобы лишить русские войска возможности расквартирования.
Окружив монастырь казацкими пикетами и стрелковой цепью, Древич расположил на высотах две батареи: главную на южной стороне, против ворот, с 9 пушками и двумя мортирами, другую — на западной стороне — с 4 пушками и двумя мортирами. Возле главной батареи находились еще две — по одной-две пушки.
2 января начался обстрел зданий и укреплений монастыря, в результате которого некоторые здания были подожжены. В течение последующих дней поляки, неся большие потери, несколько раз производили вылазки на русские батареи, отбиваемые осаждавшими. Особенно упорный бой разгорелся за батарею, расположенную на западной стороне.
Древич не смог проделать артиллерией бреши в крепостной ограде и, не имея больше возможности продолжать осаду, решил захватить монастырь штурмом. Рано утром 9 января войска, разделенные на три колоны, пошли в атаку на монастырский мост и два бастиона. Впереди каждой колонны шли собранные местные крестьяне, несшие фашины. Польский пикеты, стоявшие у палисада, открыли огонь, но затем отступили к воротам. Попытки осаждавших заполнить ров фашинами и расставить лестницы отражались огнем артиллерии и сбрасыванием гранат. После трехчасового боя Древич прекратил атаки и отдал приказ на отступление.
Простояв под Ясна Гурой еще неделю и не добившись успеха, Древич 15 января снял осаду и ушёл со своим отрядом.
Неудачная осада Ясногурского монастыря ободрила конфедератов, и их отряды стали действовать активнее в западных и южных регионах Польши.